# Pivovar Ostravar
Pivovar Ostravar je ostravský pivovar, jenž je součástí české pivovarské společnosti Pivovary Staropramen. Pivovar vznikl roku 1897 jako Český akciový pivovar v Moravské Ostravě a první pivo se zde uvařilo v roce 1898.

## Historie

### Počátky pivovarnictví v Ostravě

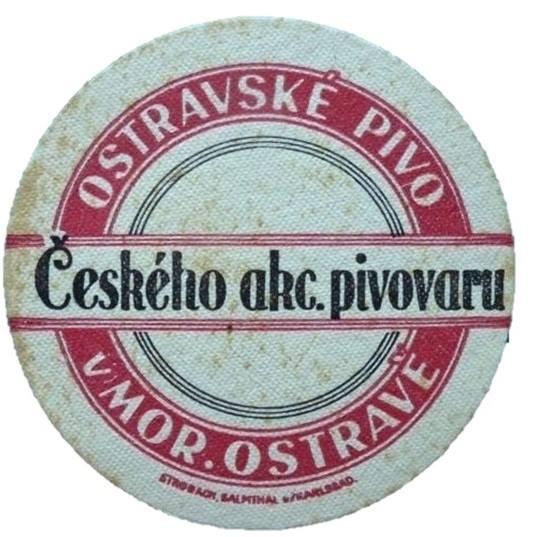
Pivní tácek Moravského akciového pivovaru

V Ostravě se pivo vařilo již od 12. století. Pivovar v Moravské Ostravě byl založen roku 1897, jako česká konkurence tehdy již fungujícího německého Strassmannova pivovaru. Ustavovací sněm se konal 24. října 1897 a zúčastnilo se jej 187 akcionářů, kteří si rozdělili celkem 3 000 akcií v celkové hodnotě 1 200 zlatých. Ze známých osobností se stali akcionáři například advokát dr. Edmund Palkovský, syn starosty Konstantina Grünwalda, Konstantin Grünwald ml. nebo stavitel František Jureček. Po zakoupení pozemku na dnešní ulici Hornopolní se začalo s výstavbou pivovaru, čemuž se místní německá honorace snažila zabránit a podala stížnost, kterou muselo řešit v nejvyšší instanci až Ministerstvo orby ve Vídni. V listopadu byla stížnost zamítnuta a stavba rychle pokračovala. V květnu roku 1898 bylo dílo dokončeno a začalo se vařit pivo. Výstav za první rok dělal 11,3 hl. Ještě v témže roce si akciový pivovar pronajal sladovnu v Petřvaldu. Dále byl za pivovarem vybudován rybník, který se stal zdrojem levného ledu pro potřeby pivovaru. V srpnu 1899 byla dle návrhu Arnošta Mortka vystavěna pivovarská restaurace, která je dodnes v provozu. Ten rok bylo vystaveno již 42 470 hl piva. Výroba v následujících letech stále narůstala a pivovar již po dvou letech provozu vyplácel dividendy.
Až do začátku první světové války pivovar produkoval ročně něco mezi 53 a 60 tisíci litry piva. V roce 1916 byl úředním nařízením snížen výstav o 45% a stále se snižoval až do roku 1918, kdy činil pouhých 3 700 hl, takže se téměř nevyrábělo. Po válce se produkce zvedala jen velmi pomalu až na 92 tisíc hektolitrů v roce 1939. V roce 1940 byl Strassmannův pivovar přejmenován okupačními orgány na Moravskoostravský městský pivovar AS a požíval výhod v přísunu surovin i v odbytu. 23. srpna 1944 byla v německém pivovaru náletem poškozena varna a proto musela výroba dále probíhat v českém pivovaru a mladina se poté vozila do německého, který z ní vyrobil pivo, které dále expedoval.

### Poválečné období
Po válce byl Český akciový pivovar sloučen s bývalým Strassmannovým a jako jeden podnik znárodněn. Po roce 1950 byla započata rekonstrukce pivovaru, s výhledem na výstav 480 000 hl piva. Tento odhad byl však překonán – vyrábělo se až 650 000 hl, čímž utrpěla kvalita piva.
Po znárodnění byl pivovar součástí podniků:
- 1948 – 1952 – Moravskoslezské pivovary n.p.
- 1953 – 1959 – Ostravské pivovary n.p.
- 1960 – 1989 – Severomoravské pivovary n.p.
- 1989 – 1990 – Pivovary s.p. Přerov

### Novodobá historie

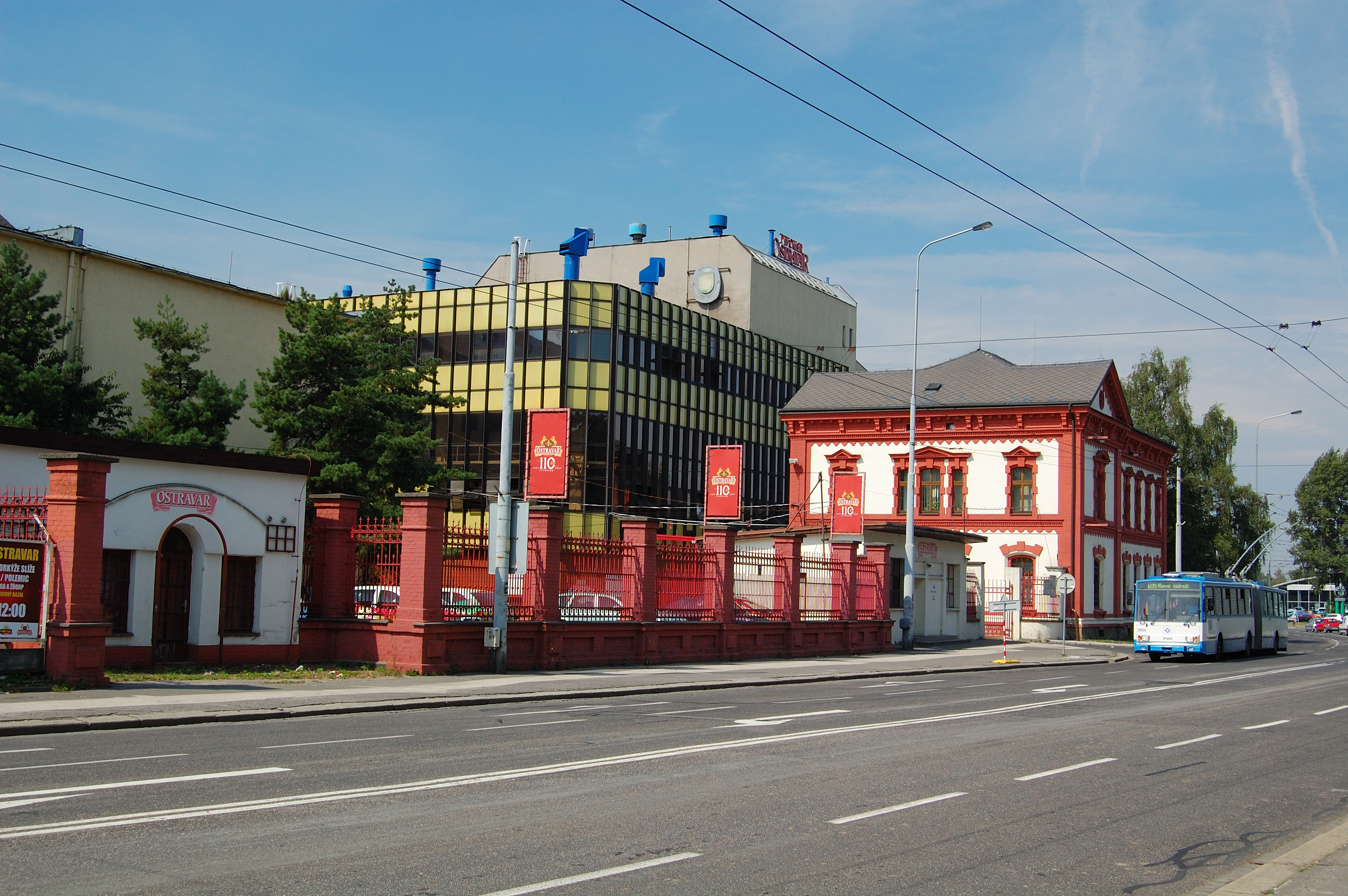
Pivovar Ostravar, rok 2009

Po osamostatnění v roce 1990 vznikla roku 1993 společnost Pivovar Ostravar a.s. Kvůli nevyvážené obchodní politice a ochranářským opatřením okolních států, skončil Ostravar roku 1994 se ztrátou 34 milionů korun. Stejného roku probíhala rekonstrukce provozů a po změně strategie se Ostravar hodlal stát konkurenceschopným regionálnímu soupeři z Nošovic. Rok 1995 skončil pro podnik ztrátou ve výši 117 milionů a co do objemu výroby se umístil na jedenáctém místě v ČR. Majoritním vlastníkem firmy s 51% akcií se stala britská společnost Bass. Počátkem roku 1996 byla společnost Pivovar Ostravar a.s. zrušena spojením se společností Pražské pivovary a.s. Od té doby se podnik ekonomicky zvedal; do roku 2000 byly instalovány nové technologie a do výroby zavedeny nové značky Velvet a Kelt. Došlo také ke změně etiket, opravě zevnějšku pivovaru a vytvoření degustační místnosti a naučné stezky pro návštěvníky. Kromě toho se ostravarský pivovar od roku 2000 snaží zlepšovat kvalitu piva a napravit tak svou pošramocenou pověst. Společnost Pražské pivovary v následujících letech najala pro Ostravar brand managera, aby jim pomohl nastartovat rozvoj doposud opomíjené značky Ostravar. Mimo jiné díky pořádání každoročních pivovarských slavností a úzké spolupráci s konzumenty piva se to daří. Od roku 2003 sbírá Ostravar jedno ocenění za druhým a stal se také oficiálním pivem fotbalového klubu FC Baník Ostrava. Od roku 2012 dále pokračuje modernizace výroby - poslední velkou investicí byla v roce 2013 rekonstrukce kontrolní laboratoře, která dohlíží na výrobu piva.

## Druhy piva

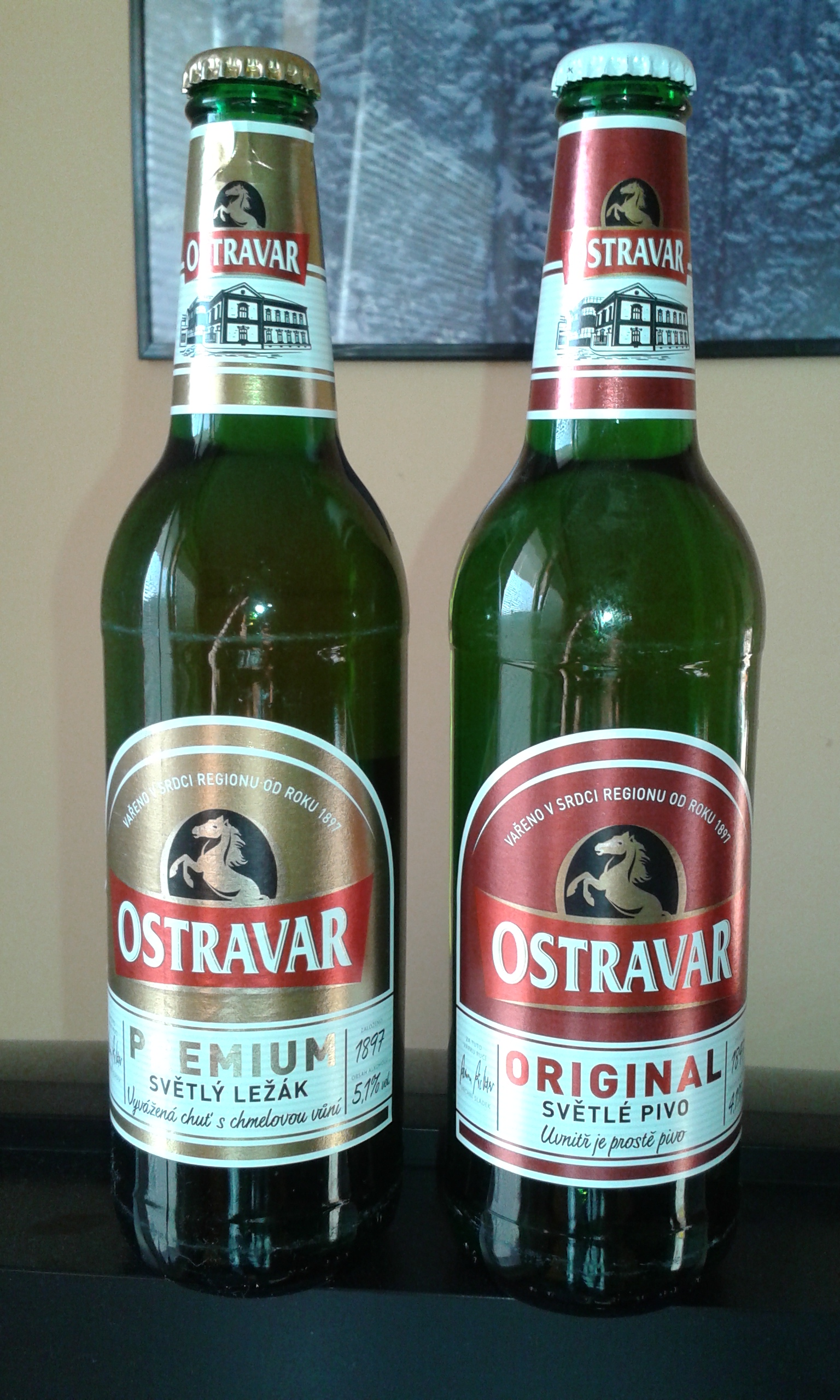
Ostravar Premium (světlý ležák, 5,1% vol.) a Ostravar Original (světlé pivo, 4,1% vol.)

### Zaniklé druhy piv[3]
- Havíř - černé pivo vyráběné hned po vzniku pivovaru
- Královské - první ležák Českého pivovaru
- Ostravské pivo světlé 10°
- Ostravské pivo tmavé 10°
- Baník speciál 14° - světlý ležák
- Ondráš 16° - speciální tmavý ležák, převzatý ze sortimentní skladby zrušeného pivovaru Hukvaldy
- Rubín tmavé pivo 10°
- Diapivo
- Koník 10° - světlé výčepní
- Vraník 10° - tmavé výčepní
- Poník 8° - konzumní světlé lehké pivo
- Pito - nealkoholické světlé
- Karát 12° - rubínové pivo (polotmavý ležák)
- Ondráš - světlý ležák
- Koník - světlé výčepní
- Moravar Lager - exportní forma světlého ležáku
- Velvet
- Kelt
- Desítka
- Sváteční ležák - vánoční speciál z roku 2000, uvařený podle výsledků zákaznické ankety
- Výroční ležák - ke 105. výročí založení firmy, rok 2002
- Ostravar Strong 14° - světlý speciál roku 2003
- Osto6 - světlý méně hořý ležák, rok 2004
- Rallye - světlé nealkoholické pivo
- Bazal - fotbalový speciál vařený podle přání zákazníků a fanoušků
- STO15° - polotmavý speciál z roku 2012
- RED 11° - sytě červený festivalový speciál
- Ruby - speciál ze spilky (ALE)
- Letní 11°

### V současnosti vařená piva[4]
- Ostravar 12 - světlý ležák
- Ostravar 11 - světlý ležák

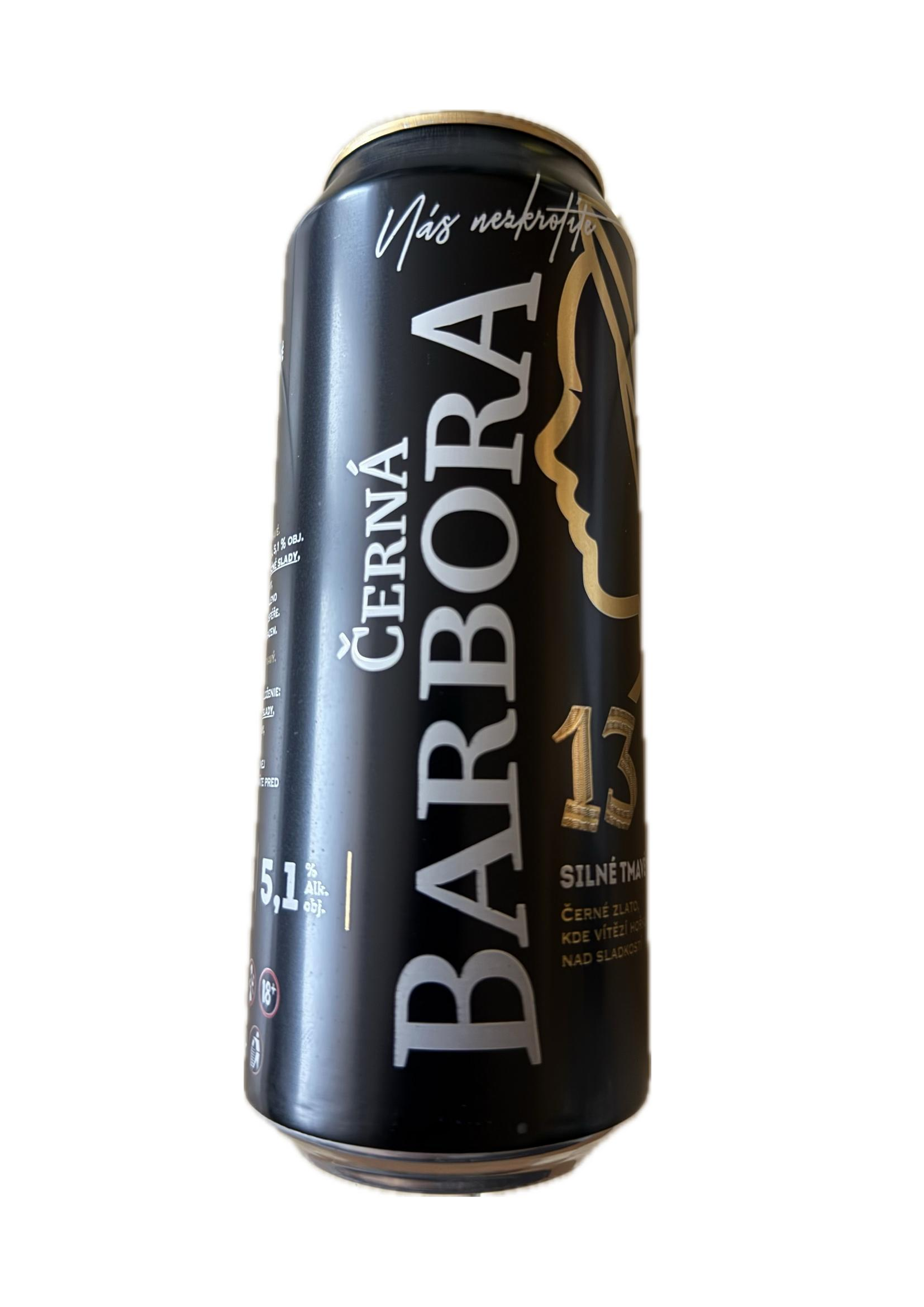
Černá Barbora 13 tmavý speciál - plech (2024)

- Ostravar Original - světlé pivo výčepní
- Mustang - světlý ležák 11°
- Černá Barbora - tmavý speciál 13°
- Speciál ze spilky - sezónně vařená piva
  - Grifel - 14° polotmavý speciál
  - Rufus - 13° polotmavý speciál za studena chmelený
  - Summer - 10° výčepní pivo za studena chmelené

## Ocenění
- PIVEX[5]
  - 2003 - Zlatý pohár
  - 2003 - České pivo roku
  - 2003 - Certifikát kvality
  - 2004 - Certifikát kvality
  - 2005 - České pivo roku
  - 2006 - Zlatý pohár
  - 2006 - Certifikát kvality
- Cena českých sládků - soutěž měsíčníku Pivní kurýr
  - 2001 - 4. místo v kategorii výčepních piv
  - 2001 - 2. místo v kategorii speciálních piv (Kelt)
  - 2004 - 1. místo v kategorii speciálních piv (Strong)
- Pivo České republiky
  - 2002 - 3. místo v kategorii desítek (Desítka)
  - 2003 - 1. místo v kategorii světlých ležáků (Premium)
  - 2003 - 2. místo v kategorii desítek (Original)
  - 2005 - 1. místo v kategoriích desítek (Original) i světlých ležáků (Premium)
  - 2016 - 3. místo v kategorii světlých ležáků (Premium)
- Zlatá pivní pečeť
  - 2019 - 2. místo v kategorii prémiových ležáků (Premium)

## Zajímavosti

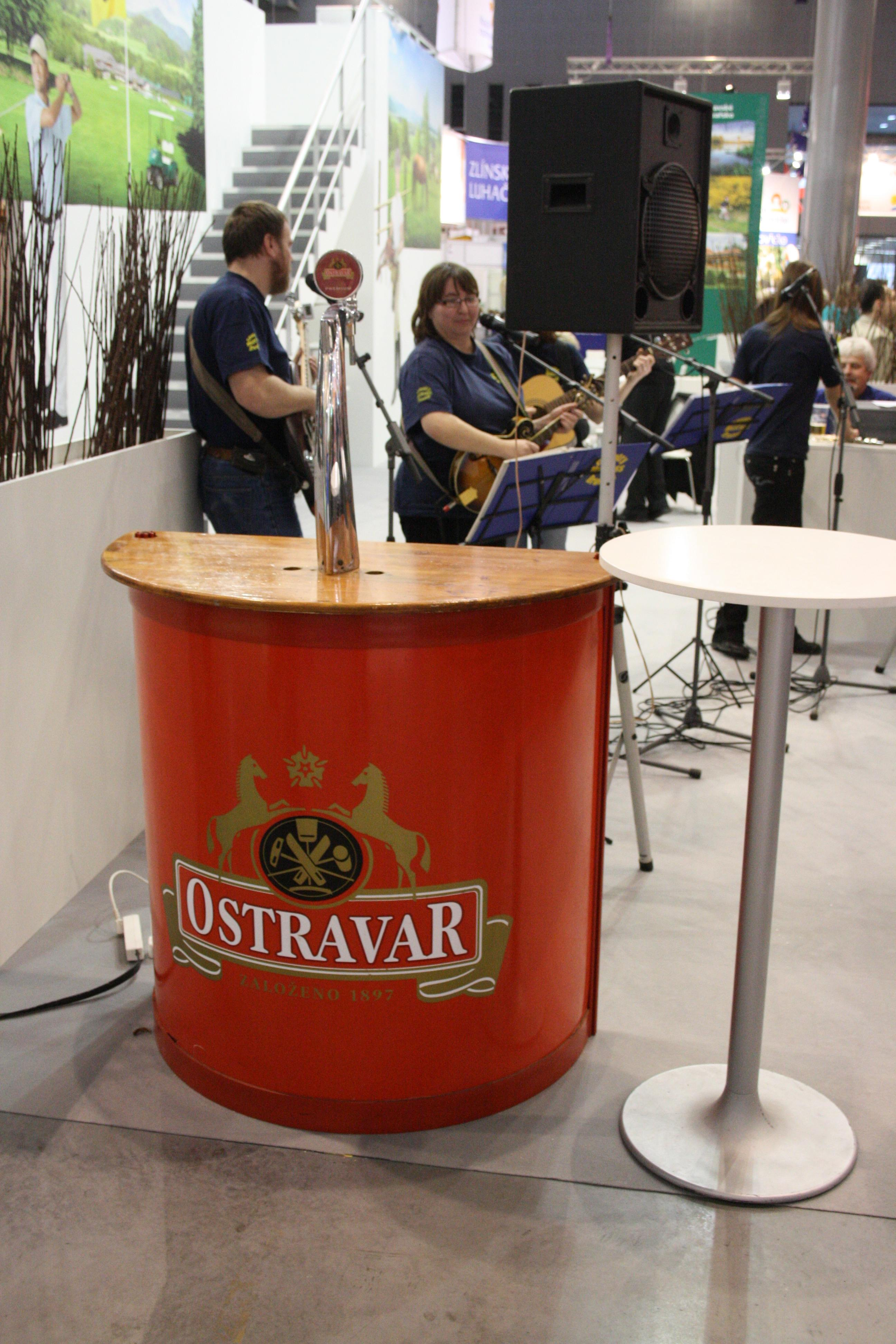
Prezentace Ostravaru na veletrhu Regiontour 2010

- Od roku 1999 pořádá pivovar každoročně Pivní slavnosti, na kterých si mohou návštěvníci poslechnout muziku a ochutnat pivo z produkce společnosti.